# (523745) 2014 TD86
(523745) 2014 TD86 est un objet transneptunien de la famille des cubewanos d'un diamètre estimé à 227 km, ce qui le qualifie comme un candidat au statut de planète naine.